# Мосты через Нарву
Через Нарву начиная с XVI века было построено 5 мостов (2 в шведскую эпоху, 2 — в период Российской империи и 1 в период СССР). Два из них действуют и сегодня. Это автомобильно-пешеходный Нарвский мост Дружбы, а также Нарвский железнодорожный мост. Оба они в настоящее время соединяют Россию и Эстонию. По серединaм обоих мостов проходит российско-эстонская граница.
Также имеется третий действующий в настоящее время пешеходный мост, находящийся южнее железнодорожного моста. Этот мост соединяет два погранпункта, российский (ППП "Парусинка") и  эстонский (пограничный пункт "Нарва-2") .

## Мосты в прошлом
- Первый шведский мост через Нарву со второй половины XVI до конца XVII века редставлял собой плавающую деревянную конструкцию на одном из плёсов реки с медленным течением[2].
- Второй шведский мост через Нарву появился на генплане города в 1649 году. Он был построен в самом узком месте реки в 1698 году. Этот стационарный деревянный мост спроектировал архитектор Ханс Киндлер[3][4].
- Российские власти более основательно подошли к проектированию моста чeрез реку, поскольку в 1721 году Российская империя присоеденила Эстляндию и всего в 150 км от реки строилась новая столица России г. Санкт-Петербург. В 1828—1829 на Нарве было завершено строительство нового моста имени императора Николая I, с гранитными колоннами вместо дерева[5]. Также при строительстве опор моста использовался так называемый римский бетон, изготовленный из известняка, собранного в округе Нарвы[6].В годы Второй мировой войны мосты через Нарву имели важнейшее значение как для Красной армии, так и для Вермахта[7]. При отступлении советских войск 17 августа 1941 мост был взорван[5]. В годы немецко-фашистской оккупации мост был восстановлен и вновь разрушен при отступлении немцев и их союзников. В 1945 году Красная армия  воссоздала на месте разрушенного временный деревянный мост, действовавший до 1960 года. Опоры моста до сих пор видны из воды в 50 метрах выше по течению от современного Нарвского моста Дружбы. В 2023 году, по инициативе Союза бетона Эстонии, в Нарве была открыта памятная доска первому бетонному строению Эстонии – старому Нарвскому мосту[8].

## Действующие мосты
- В 1957 году началось возведение современного Нарвского моста Дружбы, строительство которого завершилось в 1960 году.
- Нарвский железнодорожный мост также был взорван при отступлении фашистов в годы Второй мировой войны, восстановлен лишь в 1950-м году и полноценно реконструирован вновь в мирное время[7].

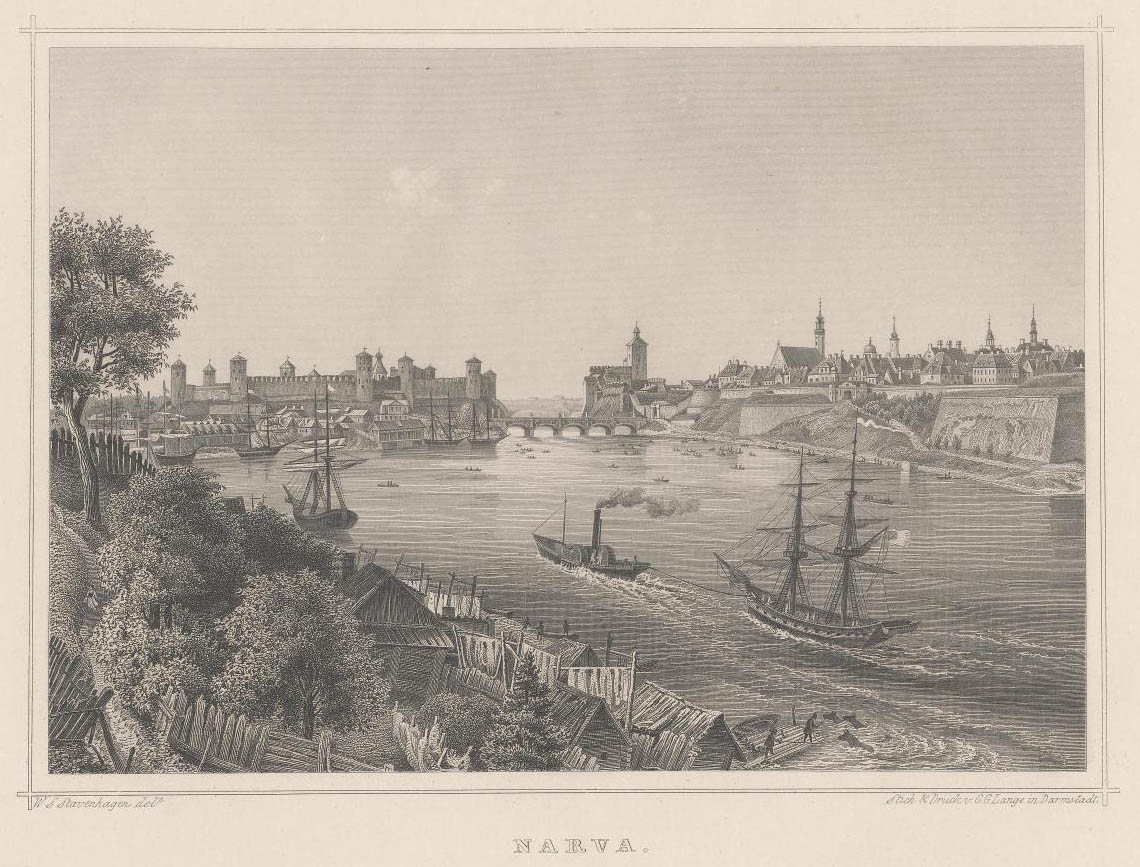
Мост через Нарву в XIX веке
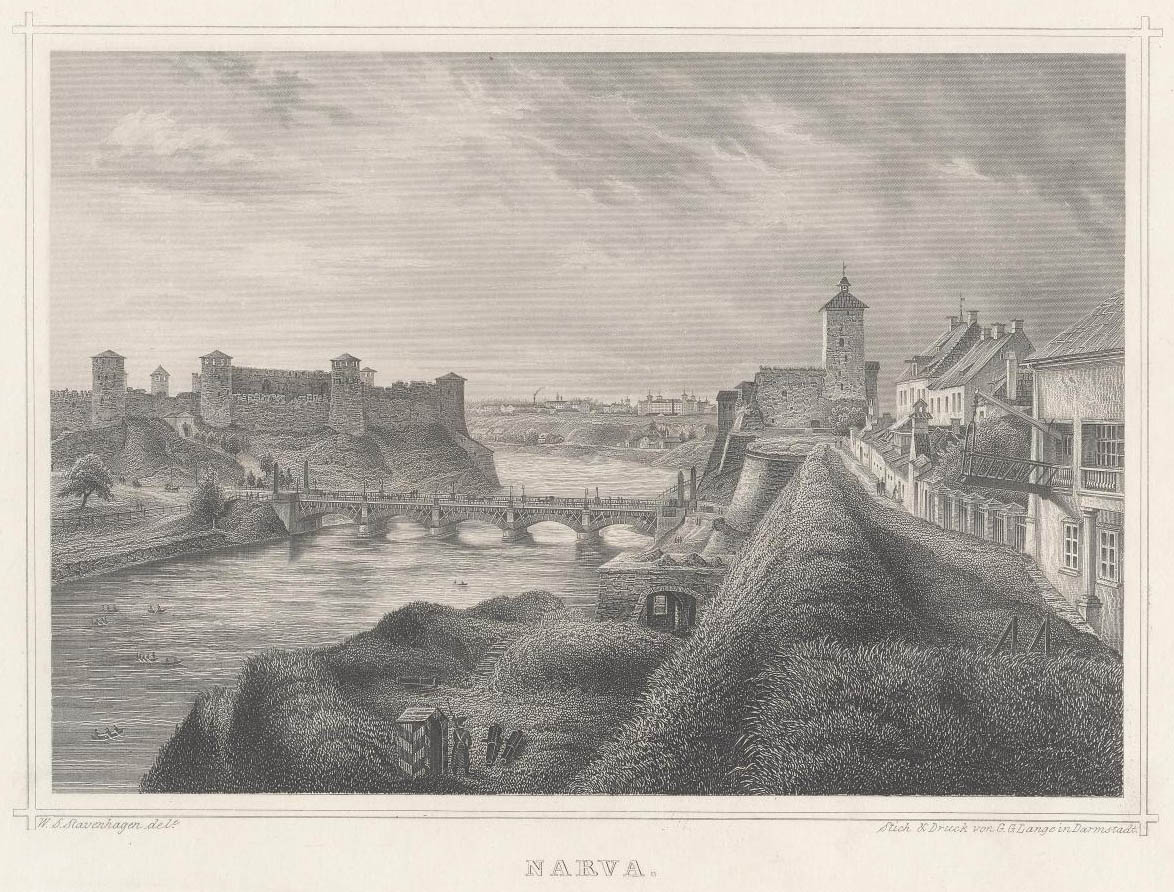
Мост 1829 года (имени Императора Николая I)  в 1860-е годы
Мост имени Императора Николая I в 1913 году
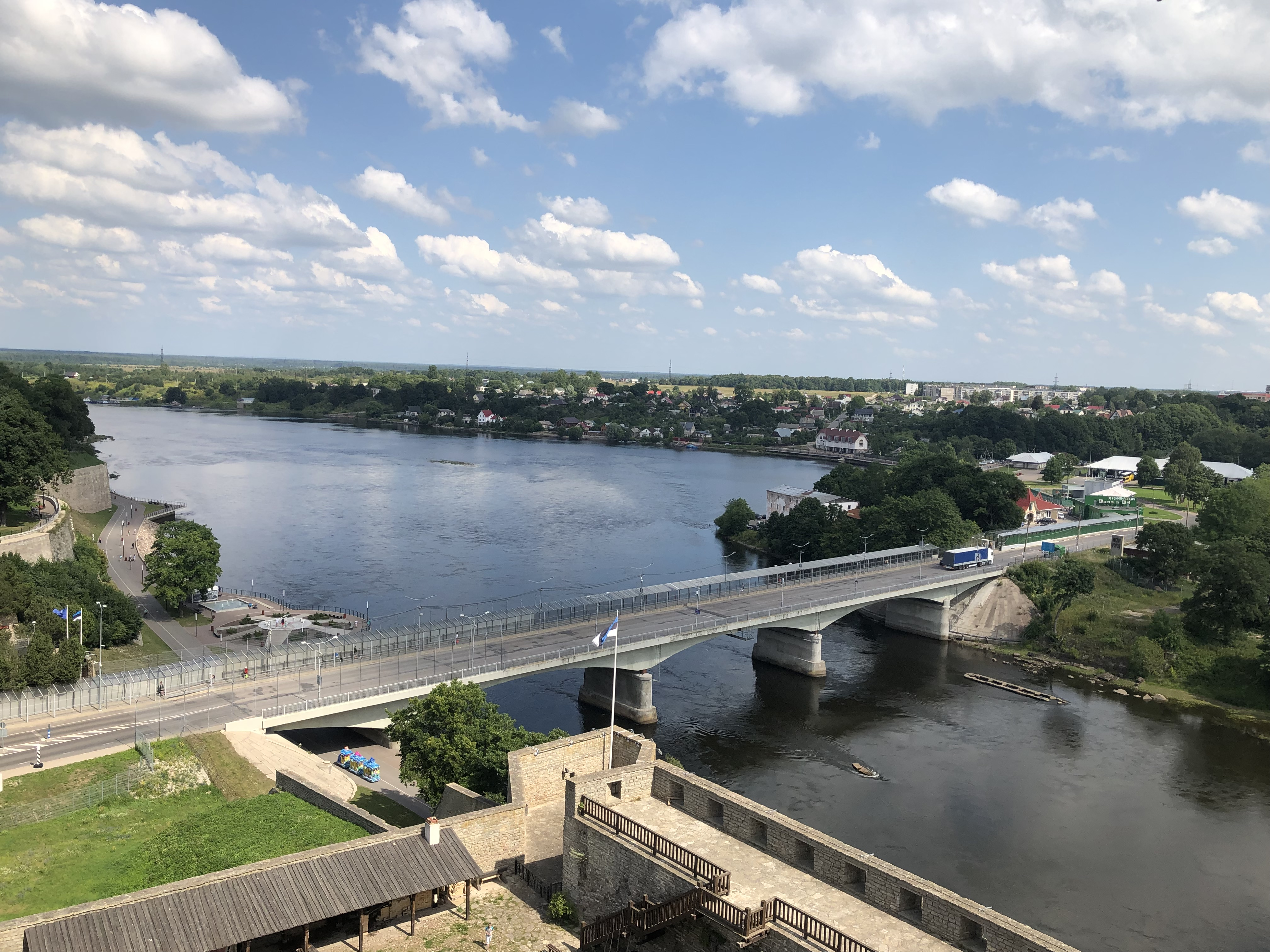
Нарвский мост Дружбы и нарвский променад
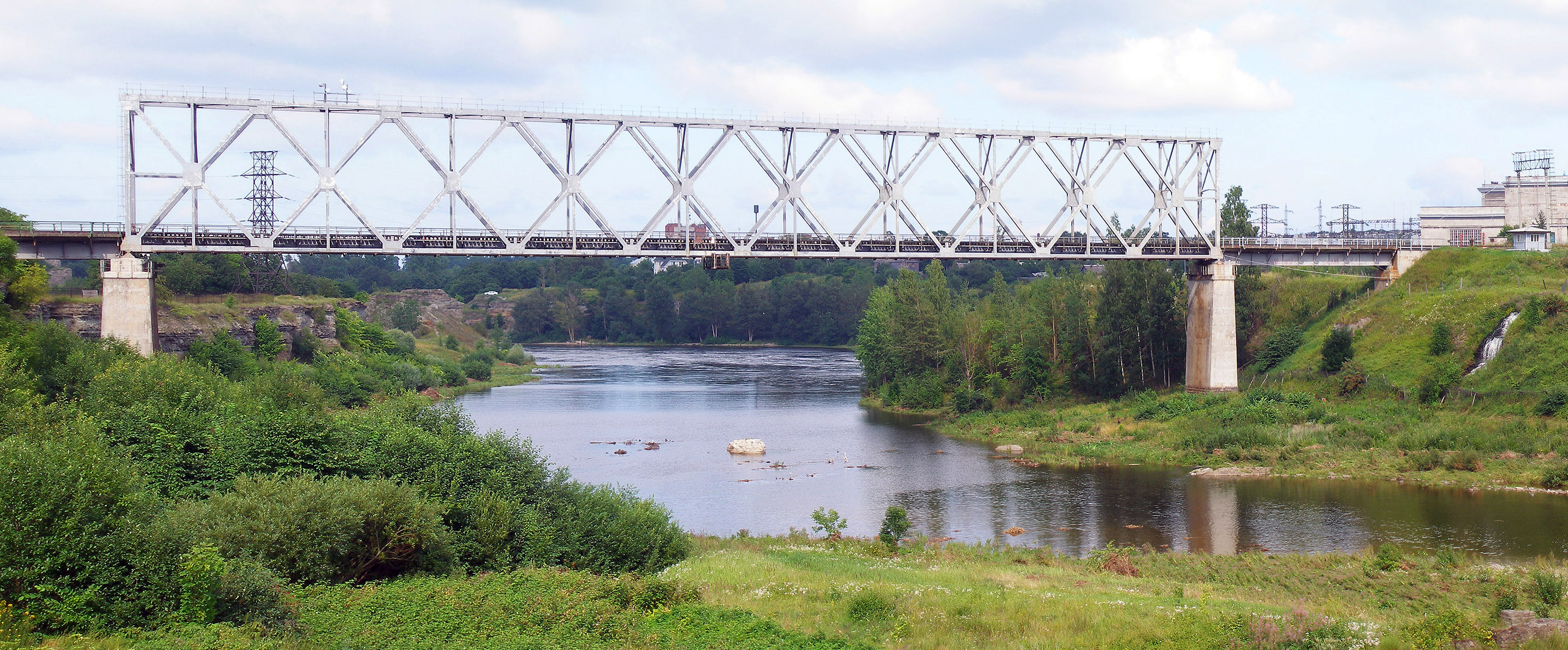
Нарвский железнодорожный мост